# 格雷格·布拉夫
格雷格·布拉夫（英語：Greg Brough，1951年3月26日—2014年3月9日），澳大利亚男子游泳运动员。他曾代表澳大利亚参加1968年夏季奥林匹克运动会游泳比赛，获得男子1500米自由泳铜牌。